# Operacje bitowe
Zasugerowano, aby zintegrować ten artykuł z artykułem  Operator bitowy (dyskusja). Nie opisano powodu propozycji integracji.
Operacja bitowa operuje na jednym lub więcej ciągu bitów lub liczbie w zapisie dwójkowym na poziomie ich poszczególnych bitów. Na większości starych mikroprocesorów takie operacje są nieco szybsze od dodawania i odejmowania oraz znacznie szybsze od mnożenia i dzielenia. W nowoczesnych urządzeniach generalnie nie ma to miejsca i operacje bitowe są tak samo szybkie, jak dodawanie, choć nadal szybsze niż mnożenie.
Można wyróżnić:
- Operatory:
  - NOT,
  - OR,
  - XOR,
  - AND,
- Przesunięcia:
  - Przesunięcie arytmetyczne,
  - Przesunięcie logiczne,
  - Obrót bitowy przez znacznik  przeniesienia i bez.